# 1942 en littérature
| Années de la littérature : 1939 - 1940 - 1941 - 1942 - 1943 - 1944 - 1945    |
| Décennies de la littérature : 1910 - 1920 - 1930 - 1940 - 1950 - 1960 - 1970 |

## Presse
- 20 septembre : Publication à Paris dans la clandestinité du premier numéro de la revue littéraire Les Lettres françaises. Elle réunit autour de Claude Morgan et d’Edith Thomas, Jean Paulhan, Mauriac, Eluard, etc. Le projet avait été préparé par Jacques Decour, fusillé par les Allemands en mai.
- 11 novembre : Arrêt de la publication du Figaro, qui paraissait en zone libre depuis le printemps 1940.

## Essais
- Octobre : Albert Camus, Le Mythe de Sisyphe
- Lucien Rebatet, Les Décombres
- Alain, Vigiles de l'esprit
- L'écrivain Gaston Bachelard publie L'Eau et les Rêves.

## Poésie
- Louis Aragon, Les Yeux d'Elsa.
- Paul Éluard, Poésie et Vérité.
- Jean Follain, Canisy.
- Eugène Guillevic, Terraqué, Gallimard.
- Francis Ponge, Le Parti pris des choses
- Claude Roy, L'enfance de l'art.

## Romans
- 20 février : Pilote de Guerre d'Antoine de Saint-Exupéry publié aux États-Unis.
- Février : Le Silence de la mer de Vercors, publié dans la clandestinité par les éditions de Minuit.
- Décembre : La Vérité sur Bébé Donge de Georges Simenon
- Albert Camus, L'Étranger (juin) et La Peste
- Raymond Queneau, Pierrot mon ami
- Les Voyageurs de l'impériale de Louis Aragon.
- Vladimir Pozner, Deuil en 24 heures
- Terre violente de Jorge Amado.
- La Gueule du loup de Max Servais aux éditions Albert Beirnaerdt.

Voir aussi Catégorie:Roman paru en 1942

## Témoignages
- 14 juin : Anne Frank, jeune juive de 13 ans, réfugiée à Amsterdam, commence son Journal.

## Théâtre
- 28 mai : N'écoutez pas Mesdames, comédie de Sacha Guitry.
- 8 décembre : Première de la Reine morte de Montherlant.

## Récompenses et prix littéraires
- Voir la liste des Prix du Gouverneur général 1942.
- Prix Goncourt : Marc Bernard pour Pareils à des enfants.
- Prix Renaudot : Robert Gaillard pour Les Liens de chaîne.
- Grand prix du roman de l'Académie française : L'Orage du matin de Jean Blanzat
- Prix des Deux Magots : Les corps ont soif d'Olivier Séchan
- Prix Eugène Dabit du roman populiste : Le Pain des rêves de Louis Guilloux.

## Principales naissances
- 10 mai : Pascal Lainé, Écrivain français († 30 décembre 2024).
- 12 mai : Samuil Lourié, critique littéraire et écrivain russe(† 7 août 2015).
- 25 juin : Michel Tremblay, écrivain québécois
- 15 août : Franco Mimmi, écrivain italien
- Alain Chedanne, écrivain français († 15 juillet 2010).
- Georges-Noël Jeandrieu, écrivain français.

## Principaux décès
- 2 janvier : Paul Lahargou, religieux, professeur et écrivain français (° 21 février1855).
- 23 février : Suicide à Petrópolis (Brésil) de l’écrivain Stefan Zweig (° 28 novembre 1881).
- 23 mars : Victor Margueritte, romancier et dramaturge français (° 1er décembre 1866).
- 28 mars : Miguel Hernández, poète et dramaturge espagnol (° 30 octobre 1910).
- 2 avril : Edouard Estaunié, romancier français (° 4 février 1862).
- 1er juillet : Léon Daudet, journaliste, écrivain et homme politique français (° 16 novembre 1867).
- 19 août : Irène Némirovsky, romancière russe, morte du typhus à Auschwitz (° 24 février 1903).
- 4 septembre : Zsigmond Móricz, romancier hongrois (° 29 juin 1879).